# Сољиони I (Кампобасо)
Сољиони I је насеље у Италији у округу Кампобасо, региону Молизе.
Према процени из 2011. у насељу је живело 22 становника. Насеље се налази на надморској висини од 534 м.